# Asya
Asya (russisch/bulgarisch: Ася) ist ein weiblicher Vorname.

## Herkunft und Bedeutung
Der Name ist eine russische und bulgarische Verkleinerungsform von Anastasia und Aleksandra. Weitere Varianten sind Alya, Nastasia, Nastasya, Nastya, Sanya, Sasha, Shura, Stasya, Aleksandrina, Sashka.
Im Türkischen bedeutet der Name Asien.

## Bekannte Namensträgerinnen
- Asya Abdullah (* 1971), syrisch-kurdische Politikerin
- Asya Fateyeva (* 1990), deutsche Saxophonistin ukrainischer Abstammung
- Asya Miller (* 1979), US-amerikanische Sportlerin
- Asya Tavano (* 2002), italienische Judoka